# Lettoni
I lettoni (in lettone latvieši) sono il gruppo etnico di maggioranza della Lettonia con 1 320 600 individui. I Lettoni spesso si autodefiniscono con il nome di Latvji, che si può ricondurre alla parola Latve, il nome di un fiume che scorreva nella Lettonia dell'est.
Una piccola tribù di lingua finlandese conosciuta con il nome di Livi si stanziò nei territori dei Lettoni e cambiò il nome di questi in "Latvis", che divenne, con i coloni germanici, "Lette". I Lettoni, insieme ai Lituani, sono l'unico popolo di origine baltica sopravvissuto fino ad oggi.
La cultura lettone ha subito influenze culturali e religiose, nel corso dei secoli, da parte dei coloni germanici e scandinavi. Alcune zone della Lettonia orientale, invece, sono state influenzate maggiormente dai Russi e dai Polacchi. Molti Lettoni sono fedeli alla Chiesa evangelica luterana di Lettonia, mentre una piccola minoranza segue la Chiesa ortodossa lettone. Il cattolicesimo è diffuso unicamente in piccole zone ad est.

## Lingua
I Lettoni parlano la lingua lettone. Durante l'occupazione sovietica, i Russi imposero la lingua russa nelle scuole e nelle attività istituzionali, per questo motivo ancora oggi molti Lettoni conoscono il russo, come seconda lingua.